# Pinseque
Pinseque (aragónul Pinsec) település Spanyolországban,  Zaragoza tartományban. Pinseque Alagón és Zaragoza községekkel határos. Lakosainak száma 4551 fő (2024).

## Népesség
A település népessége az utóbbi években az alábbiak szerint változott:
| Lakosok száma | 1741 | 2197 | 2953 | 3423 | 3676 | 3625 | 3850 | 3973 | 4278 | 4551 |
|               | 2001 | 2004 | 2007 | 2009 | 2012 | 2014 | 2017 | 2019 | 2022 | 2024 |